# 257 Silesia
257 Silesia este un asteroid din centura principală, descoperit pe 5 aprilie 1886, de Johann Palisa.